# 裂唇鱼

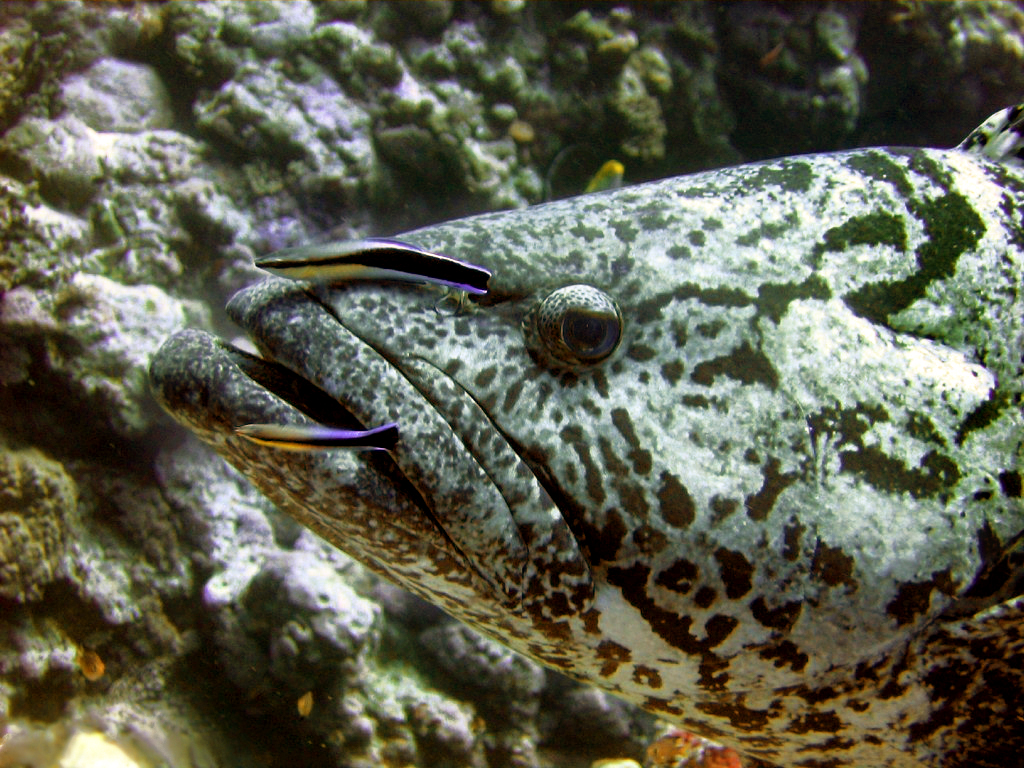
在黑斑石斑魚（Epinephelus tukula）上

裂唇鱼（学名：Labroides dimidiatus）为輻鰭魚綱鱸形目隆头鱼科裂唇鱼属的鱼类，又名清潔魚、飘飘、魚醫生、醫生魚、半帶擬隆鯛、藍帶裂唇鯛。

## 分布
本魚分布于印度太平洋區，包括红海、東非、阿曼灣、模里西斯、馬爾地夫、塞席爾群島、印度、斯里蘭卡、緬甸、聖誕島、可可群島、印尼、泰國、越南、臺灣、日本、中國大陆地区、菲律賓、澳洲、東加、帛琉、密克羅尼西亞、新喀里多尼亞、所羅門群島、諾魯、美国北马里亚纳群岛地区等海域。该物种的模式产地在毛里求斯。

## 深度
水深1至40公尺。

## 特徵
本魚體延長，背部淺褐色，側腹和腹部呈乳白色。一道漸寬的黑色條紋從吻部延伸至尾鰭後部，魚體後半部的淺藍色區域更加凸顯這道黑色條紋。背鰭硬棘9枚；背鰭軟條10至11枚；臀鰭硬棘3枚；臀鰭軟條10，體長可達14公分。

## 生態

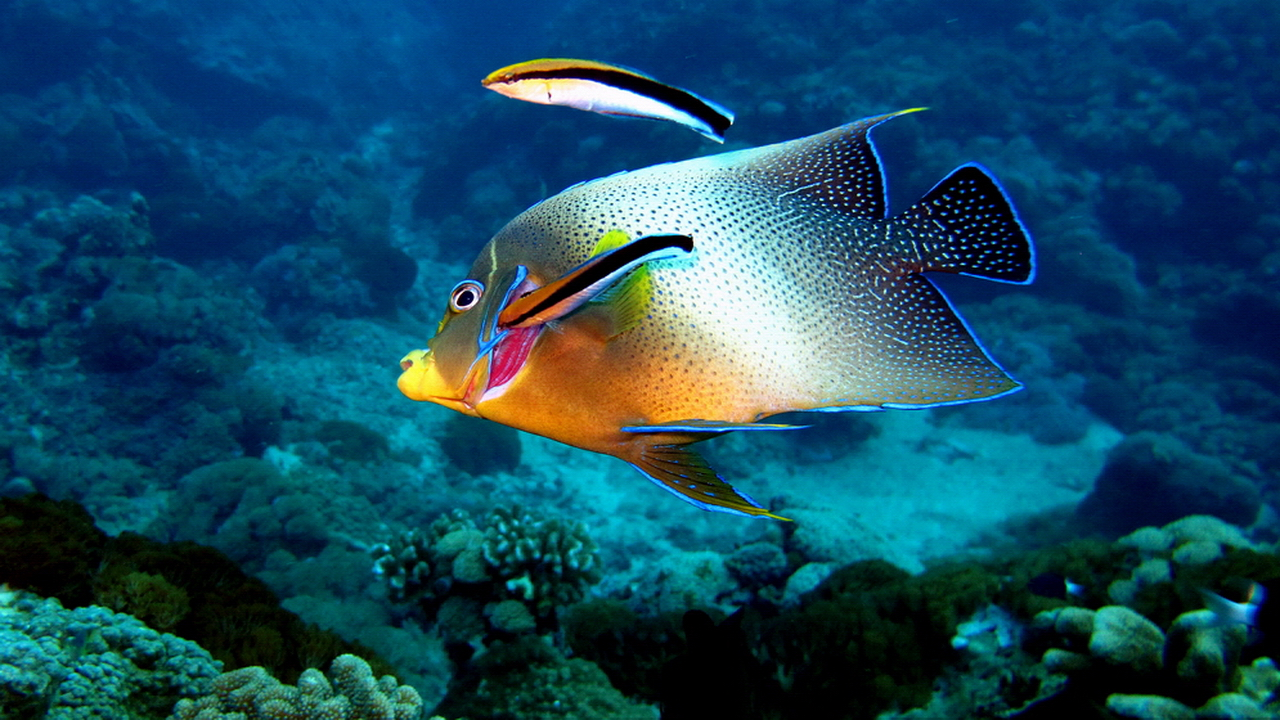
一對裂唇魚（Bluestreak cleaner wrasse）正在替一尾疊波蓋刺魚（Blue angelfish）清理魚鰓中的寄生蟲. 蓋刺魚藉此也可擺脫寄生蟲的困擾，維持魚體的健康。（攝於台灣綠島石朗海洋保育區）

本魚棲息在珊瑚礁區，與其他魚共生，會從其身上啄食寄生蟲、甲殼類，故有「魚醫生」的稱號，也因此較少成為大型獵食魚類的攻擊對象。行一夫一妻制，性情溫和，若雄魚死亡，由第一順位的雌魚性轉變為雄魚；但附近如有較強勢的雄魚，則由牠掌權。夜晚棲息礁洞中，吐黏液將自己包住。
裂唇鱼也被观察到具有攻击大型鱼的习性，它们和它们的模仿者（如纵带盾齿鳚、粗吻短带鳚）一样会取食前来寻求清洁的大型鱼的鱼皮或黏液，它们有时会利用大型鱼对于自己的信任来偷袭大型鱼，这么做的结果是其它鱼往往会终止与该裂唇鱼的合作。

## 其他
裂唇鱼具有相当高的智商，例如它们具有简单的推理能力，还被证明通过了镜子测试，这是首次有鱼类被证明通过镜子测试。

## 经济价值
可作为观赏鱼，价格相对低廉，但是想要长期饲养在水族箱中有一定难度。